# Sunnyvale (Texas)
Sunnyvale es un pueblo ubicado en el condado de Dallas en el estado estadounidense de Texas. En el Censo de 2010 tenía una población de 5130 habitantes y una densidad poblacional de 117,74 personas por km².

## Geografía
Sunnyvale se encuentra ubicado en las coordenadas 32°47′59″N 96°33′31″O / 32.79972, -96.55861. Según la Oficina del Censo de los Estados Unidos, Sunnyvale tiene una superficie total de 43.57 km², de la cual 42.85 km² corresponden a tierra firme y (1.66%) 0.72 km² es agua.

## Demografía
Según el censo de 2010, había 5130 personas residiendo en Sunnyvale. La densidad de población era de 117,74 hab./km². De los 5130 habitantes, Sunnyvale estaba compuesto por el 68.38% blancos, el 6.18% eran afroamericanos, el 0.41% eran amerindios, el 20.45% eran asiáticos, el 0.02% eran isleños del Pacífico, el 1.89% eran de otras razas y el 2.67% pertenecían a dos o más razas. Del total de la población el 8.73% eran hispanos o latinos de cualquier raza.